# Pseudovermis schultzi
Pseudovermis schultzi é uma espécie de molusco pertencente à família Pseudovermidae.
A autoridade científica da espécie é Marcus Ev. & Er., tendo sido descrita no ano de 1955.
Trata-se de uma espécie presente no território português, incluindo a zona económica exclusiva.